# NGC 602
NGC 602 是杜鵑座的一個彌散星雲。